# Carl Julius Bergstrøm
Carl Julius Bergstrøm (* 1828; † 4. Februar 1898 in Trondheim) war ein norwegischer Architekt.

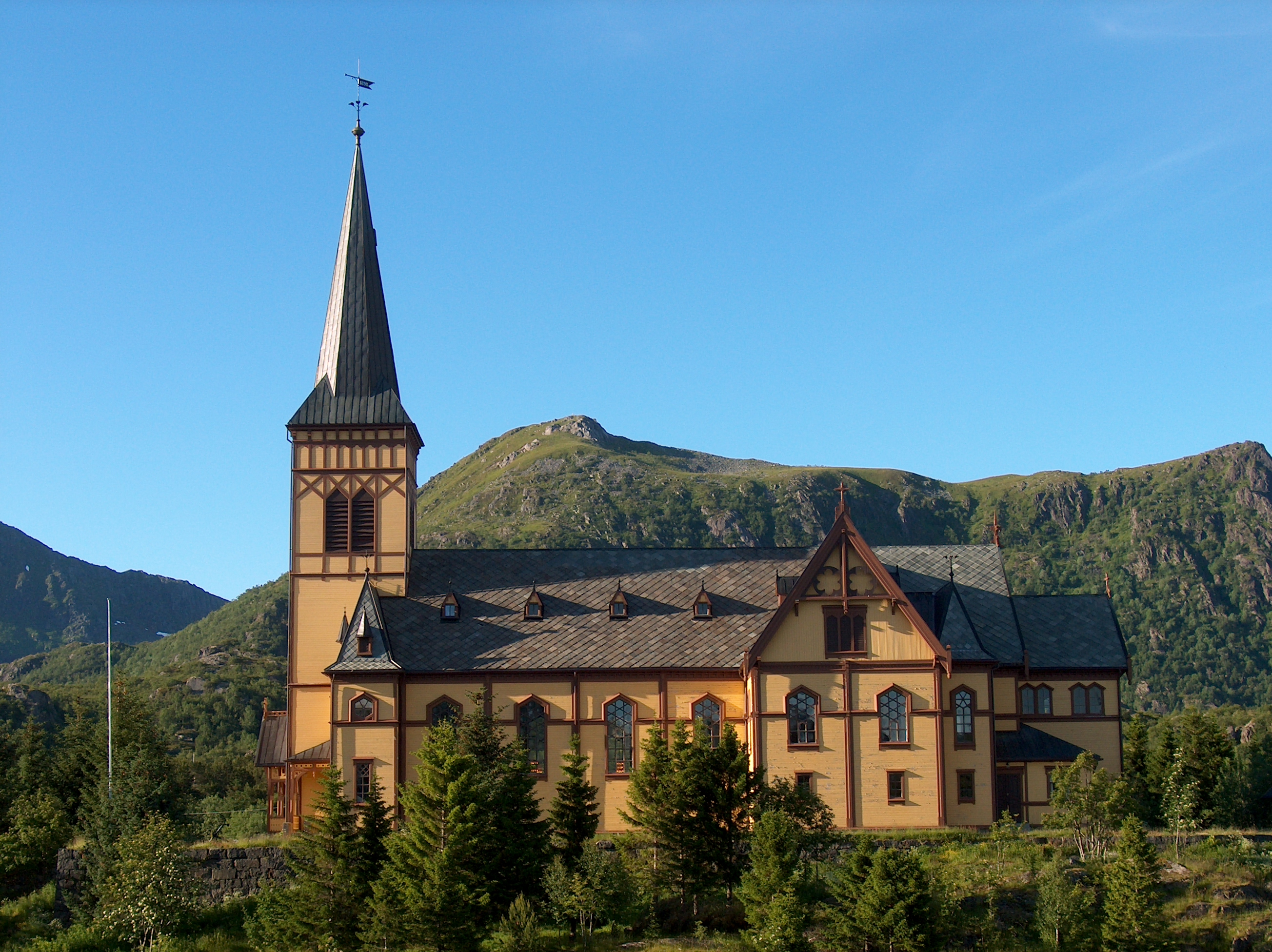
Die Vågan-Kirche (2007)

Bergstrøm entwarf in den 1880er und 1890er Jahren eine Reihe von Sakralbauten in Norwegen, sowohl in Holz als auch in Steinbauweise, wie etwa die 1901 eingeweihte Kirche in Sortland. Sein bekanntestes Werk ist die 1889 errichtete Vågan kirke.